# Renée Prahar

Renee Prahar trabajando. Imagen publicada en The Woman Citizen, 13 de octubre de 1917

Renée Prahar,  (1879, - New London, Connecticut, 17 de agosto de 1962), también conocida como Irene Prahar, fue una escultora y actriz norteamericana de ascendencia checa.  Vivió en París, en Nueva York y en Connecticut.

## Formación
Estudió escultura en la Escuela de Bellas Artes de París, donde colaboró con Auguste Rodin y Antoine Bourdelle.  Expuso su trabajo en el Salón de la Société Nationale des Beaux Arts en 1911 y en 1914.

## Carrera

Estudio de Alla Nazimova por Renée Prahar, imagen publicada en Literary Digest, 18 de febrero de 1922

Prahar comenzó a trabajar como actriz de teatro, en la compañía del actor Richard Mansfield. Actuó en Old Heidelberg —1903-1904—, La muerte de Iván el Terrible —1905—, El mercader de Venecia —1906—,La letra escarlata —1906—, y Peer Gynt —1906—.
Prahar talló bustos para retrato y figuras humanas y animales, con volúmenes  estilizados y formas angulosas, un método que ella bautizó como "triangularismo". En 1922, fue contratada para tallar esculturas de monos y elementos arquitectónicos para adornar la terraza de la Sra. WK Vanderbilt. Sus "Fox Gate Posts" aparecieron en la inauguración en 1931 de la galería permanente de la Asociación Estadounidense de Mujeres en 1931. También diseñó una medalla para la Asociación Estadounidense de Mujeres. La primera galardonada con esta medalla fue Margaret Sanger, quien la recibió en 1931.
El crítico de arte Henry McBride calificó a Prahar como "una pionera en lo fantástico y lo grotesco". Ese mismo año, el crítico del New York Times comentó sobre la "intelectualidad notablemente fría" de Prahar.
Fue una de las firmantes de la carta de protesta por el desalojo del escultor George Grey Barnard de su estudio. Posteriormente colaboró con su hija, Colette Barnard, en el diseño y decoración de hogares en Connecticut.
Renée Prahar murió en 1962, en New London, Connecticut, a los 83 años.
Una pequeña colección de artículos de Prahar se encuentra en los archivos de arte estadounidense del Instituto Smithsoniano.